# صابونية أواهو
صابونية أواهو (الاسم العلمي:Sapindus oahuensis) هي نوع من النباتات تتبع جنس الصابونية من الفصيلة الصابونية.